# The Church
The Church es un grupo australiano de rock. Formado en 1980, en la ciudad de Sídney, sus fundadores fueron Peter Koppes (nacido en 1955) y Nick Ward. Con influencias de The Byrds, Pink Floyd y Television entre otros. Su música se creó partiendo de principios rock y fue derivando hacia diversos estilos, entre ellos el Rock Gótico y el Rock Sinfónico. Las amplias atmósferas que creaban con las guitarras los convirtió en un grupo de amplias pretensiones y gran originalidad. El carácter de misterio, mitológico y poético de las letras les dieron un aura de gran misticismo. A pesar de ello, nunca permanecieron mucho tiempo anclados en un estilo concreto de música y nunca se les pudo clasificar únicamente dentro de un estilo. 
Al poco tiempo de que se produjera la formación del grupo, se les unió el bajista Steve Kilbey que acabó siendo uno de los principales líderes del grupo, componiendo la mayoría de las canciones de sus tres primeros álbumes, así como el cantante principal del grupo. También se les unió un nuevo guitarrista que cerraría la primera formación, el inglés Marty Willson-Piper (nacido en Liverpool en 1958), que se encontraba de viaje por Australia cuando los conoció.
En 1980, solo Koppes era realmente un músico competente, mientras que Kilbey y Marty no tenían mucha experiencia musical y tenían algunas dificultades en la interpretación con sus instrumentos. Koppes ya había pertenecido a diversos grupos de Sídney y tenía buena técnica como guitarra solista.

## Los comienzos:Of Skins And Heart(1980-1981)
La primera formación, tras tocar y alcanzar cierto grado de popularidad en Sídney, llamó la atención de la compañía discográfica EMI tras escuchar "Chrome Injury", una de las primeras creaciones de Kilbey y una de las primeras puestas en escena del grupo. Tras la grabación en diversas sesiones de la canción, The Church firmó contrato con la casa discográfica y grabaron su primer LP: Of Skins and Heart (1980). Tras su salida al mercado australiano, este disco tuvo una importante aceptación entre el público. Su salida vino acompañada de un primer sencillo titulado "She Never Said", el cual no tuvo un excesivo apoyo publicitario. Sin embargo, con su segundo sencillo, que contenía el tema "The Unguarded Moment", se situaron en el puesto 22 de la lista de ventas. Ese mismo año comenzaron su primera gira por Australia, gira que no pudo contar con la presencia del batería Nick Ward que abandonó la formación. Se buscó un nuevo batería, Richard Ploog, joven músico australiano que enseguida se acopló a las exigencias de la banda y destacó por su gran calidad, así como su sentido del ritmo.

## The Blurred Crusade(1982)
Su segundo disco data de marzo de 1982 y supone un disco de una mayor complejidad que su debut. Sin embargo este disco, a pesar de contener temas claves en la trayectoria de la banda como "Almost With You", fue recibido muy fríamente por el público y la compañía discográfica les exigió material más comercial, teniendo que publicar un EP llamado Sing Songs, cuya producción y grabación data de noviembre de 1982. Este EP poco tiene que ver con su segundo disco grande y en este, experimentan con música más oscura y experimental así como también interpretan versiones de otros artistas. "In This Room" es un tema clave que refleja la experimentación del grupo. Sing Songs representa el cambio musical que en ese momento el grupo empieza a experimentar y que se verá confirmado en su tercer disco: Seance. Mientras tanto, a lo largo de 1982 emprenden su segunda gira por Australia y una mini-gira por EE. UU.

## SeanceyRemote Luxury(1983 a 1985) Los momentos oscuros y experimentales
En mayo de 1983, publican su tercer LP titulado Seance, palabra que hace referencia a sesiones de brujería y espiritismo. En la portada, una joven sostiene una rosa y se cubre con una túnica bordada, bajo un fondo completamente negro. El disco está producido por Nick Launay, que anteriormente había trabajado con Midnight Oil. El resultado de la mezcla, sin embargo, no convence al grupo. Con un sonido más pop y a la vez más personal, destaca sobre todo los ecos y reverberaciones que a lo largo del disco se utilizan para la batería y las guitarras eléctricas. Contiene este LP canciones clave como: "Fly", "Electric Lash" (canción que fue sencillo) e "It's No Reason" (canción que también fue sencillo). La salida al mercado de este último sencillo fue una pérdida económica para la discográfica porque según parece, no se trataba de una canción con empuje suficiente para animar comercialmente al mercado. Steve Kilbey afirmó que la responsabilidad de elegir esa canción para ser sencillo fue suya y que evidentemente se equivocó gravemente. Según él, la gente no estaba preparada para "aquellas rimas de guardería".
Al margen de anécdotas, durante el año 1984, Kilbey y Marty compusieron "10.000 miles" canción que formaría parte del próximo EP Remote Luxury, el cual se puso a la venta en 1984 junto con Persia. En estos dos discos, volvían a ahondar en la trayectoria experimental y con un estilo más atmosférico crean canciones de un estilo muy personal y poco comercial en su mayoría. "Constant in Opal" es un tema en el cual tratan los sintetizadores por primera vez en toda su carrera, así como "Violet Town".
Durante 1984 viajan a EE. UU. para una mini-gira por Nueva York y Los Ángeles. En términos económicos, la gira resultó deficitaria y solo consiguieron congregar como máximo a 1000 personas para algunas de sus actuaciones.
Tras esta temporada, The Church se toman 1985 como año de descanso para componer, sin embargo solo Kilbey llega a publicar el que será su primer sencillo en solitario: "This Asphalt Eden". The Church se encuentra en esta época en una crisis artística.

## "Heyday" (1986)
A comienzos de 1985, la banda se reúne en el estudio 301 para comenzar el trabajo de composición de su quinto álbum. Con la presencia de un productor inglés llamado Peter Walsh, se incorporan a la estética del álbum elementos orquestales de viento y cuerda (violines, chelos, tubas y otros instrumentos). El resultado es un disco muy cuidado y homogéneo así como mucho más elegante y cercano a la comercialidad. A pesar de ello, algunos temas empiezan a ser instrumentales y el grupo adquiere gran solidez y equilibrio. Además, Kilbey insiste en este álbum a sus compañeros para que compongan canciones y de esta manera, este disco resulta ser el primero compuesto por todos los integrantes por igual. La colaboración se nota y resulta ser un disco mucho más completo que los anteriores. El disco se termina de grabar en estudios de Europa, Nueva Zelanda, Estados Unidos y Australia y es muy bien acogido por sus seguidores. Sin embargo, las bajas ventas del disco en todo el mundo suponen la rescisión de contrato con la discográfica EMI. The Church se encuentran sin compañía discográfica. 
Así, el grupo decide salir de Australia y deciden firmar contrato con la compañía Americana Arista en 1987. Durante la gira de 1986 en Europa, Marty abandona el grupo por la tensión que en esta época se genera en el grupo, pero finalmente regresa para completar la gira y 1986 acaba siendo un año no demasiado afortunado aunque artísticamente se encuentran a un gran nivel.

## Llega el éxito:Starfish(1988)
Se trasladan a Los Ángeles para comenzar la grabación de su sexto disco, Starfish, que resulta ser el más comercial de todos ellos, obteniendo un gran éxito mundial. El sonido que adquieren en Estados Unidos resulta ser más compacto y sus canciones más directas, su sonido más limpio y con una atmósfera similar a la que podrían crear en directo. El disco se publica en febrero de 1988. Componen canciones como "Under The Milky Way", como primer sencillo desprendido e ingresando al top 40 de la lista Hot 100, compuesta por Kilbey y su novia Karin Jansson. La canción fue incluida posteriormente en la banda sonora de la película Donnie Darko. Otras canciones como "Reptile", "North, South, East and West" y "Destination", obtuvieron gran audiencia en las radios. Marty Willson-Piper compone también, así como Koppes que canta por primera vez en solitario en una canción del LP. Realizan una gira mundial que tiene como destino entre otros países España, donde realizan tres conciertos.

## Gold Afternoon Fix(1990)
Tras el enorme éxito de la anterior gira, The Church toman contacto con John Paul Jones, exmiembro de Led Zeppelin que había adquirido fama de reputado arreglista y productor. Sin embargo, a pesar de las intenciones de la banda, la compañía discográfica y el mánager de la banda se niegan a que una colaboración de estas características se produzca. El grupo se vuelve a Los Ángeles para preparar el que debía ser su segundo gran éxito. La presión que en este momento cae sobre los miembros se hace difícil de soportar y el grupo se ve en la tesitura de lograr un disco que triunfe y que sea tan aceptado como el anterior. La banda, sin embargo pretende hacer un disco muy diferente al Starfish. Deciden incluir nuevamente un carácter atmosférico a las canciones y prescindir un poco del sonido de directo que en el anterior disco habían desarrollado.
Incluyen la guitarra acústica así como la mandolina. Sin embargo, la presión soportada provoca los primeros incidentes. Las relaciones entre Kilbey y el batería Ploog se deterioran rápidamente por problemas relacionados con las drogas. El grupo se veía muy influenciado por estas en su composición y el batería se fue alejando del resto de componentes. Asimismo, esto se unió a la presión que sobre él cargó el productor del disco, Waddy Wachtel, que le exigía una métrica rítmica perfecta. Finalmente se apartó del grupo a Ploog de la grabación del disco. Sin embargo, la momentánea separación se convirtió en permanente y el grupo grabó con una caja de ritmos las canciones del LP.
El disco se terminó de grabar y su publicación llevó detrás una gran campaña de promoción. Sin embargo, el disco no obtuvo el mismo éxito que Starfish y la publicidad que de este disco se hizo no resultó efectiva. La compañía fracasó en su intento de consolidar a la banda y sus sencillos "Metrópolis" y "You're Still Beautiful" tuvieron una discreta acogida. The Church emprendieron una gira mundial que les llevaría durante dos años por todos los rincones del planeta, con la compañía de un baterista sustituto, Jay Dee Daugherty. 
La opinión de la banda sobre el disco fue muy negativa y Kilbey se lamentó del resultado obtenido descalificando su propio disco. El objetivo comercial había fracasado pero quedó un disco equilibrado y con delicadas melodías. El resultado fue un híbrido entre un estilo rock con un añadido atmosférico. "Fading Away" fue estéticamente un tema que supuso la ruptura con el género que hasta ahora había mantenido el grupo y que degeneraría en su obra magna: Priest = Aura, mucho más ambiental.

## La obra magna:Priest = Aura(1992)
Posteriormente a la culminación de la gira con el “Gold Afternoon Fix” el grupo regresó a Sídney para descansar y planificar la grabación del nuevo disco en el estudio 301. El fracaso comercial del anterior disco permitió a Kilbey y compañía relajarse y estar más abiertos a realizar un trabajo personal sin ambiciones comerciales. El ambiente era mucho más relajado y colaborador.
Con la supervisión del productor escocés Gavin MacKillop, el grupo se metió en el estudio para improvisar sobre la base de los temas ya escritos durante la gira. Empezaron a enlazar fragmentos instrumentales y el disco sorprendentemente tomó un cierto giro progresivo. El ambiente era muy positivo y todos los miembros del grupo se aprestaban a dar ideas (Aunque también contaban con parte del protagonismo los opiáceos que consumían durante las sesiones) Con la incorporación de Jay Dee Daugherty, que aportaba con su peculiar estilo Jazzístico a la batería, el grupo encontraba nuevas influencias. Los teclados también tomaron importancia, en una época en que los dos guitarristas de The Church entrecruzaban riffs y fraseos, con el fondo del teclado de Daugherty. 
Trece meses se tardó en grabar y producir el disco. Con este disco, el grupo australiano se superó a sí mismo creativamente hasta donde nunca antes había llegado. Las letras crípticas de Kilbey alcanzaban un nivel difícilmente superable por otro letrista anglosajón. 
Tras su publicación hubo, una vez más, diversidad de opiniones a nivel crítico. Con la aparición del grunge y sumado esto a la escasa promoción y en ocasiones mala distribución por Estados Unidos y Europa. Kilbey y compañía realizaron una gira por Australia pero no salieron al extranjero para promocionar en directo su nueva obra. Esta falta de éxito con “Priest=Aura” produjo mucha frustración, especialmente en Marty Willson-Pipper. El cercano nacimiento de las hijas gemelas de Steve Kilbey hizo que tampoco este quisiera estar lejos de su mujer. 
El grupo entró tras este disco en una época distendida de falta de interés por el proyecto “Church” y los miembros del grupo se dedicaron a otros proyectos personales y de colaboración con otros músicos. El miembro que sin duda más se distanció del grupo fue Koppes, que quería centrarse en sus discos en solitario y colaboró con el antiguo baterista de los Church Richard Ploog en un proyecto conocido como “The Well”. Kilbey voleria a trabajar en Jack Frost, una colaboración con Grant McLennan (de The Go-Betweens), mientras Willson-Piper volvió al estudio con All About Eve para grabar su álbum, Ultraviolet.

## Época de transición e inestabilidad: "Sometime Anywhere" y "Magician Among The Spirits" (1994 - 1996)
A pesar de la ausencia de Koppes, Arista exigió el cumplimiento de su contrato y obligó a la banda a regresar a los estudios. Al terminar sus proyectos paralelos, Kilbey y Willson-Piper decidieron escribir nuevo material. Los primeros intentos de recrear "El sonido Church" con Daugherty no fueron muy productivos, y quedó claro que no tenía intención de permanecer como miembro permanente. Rompiendo caminos ambas partes después de las sesiones infructuosas, los otros dos comenzaron a acercarse a su música desde un ángulo diferente. Abandonando los roles establecidos y los elementos estilísticos desde sus comienzos, Kilbey y Willson-Piper comenzaron un proceso creativo más basado en la experimentación, la espontaneidad y la electrónica.
A principios de 1994, los dos contrataron músicos adicionales y trajeron al productor y amigo de la infancia de Willson-Piper, Andy Mason, ampliando su sonido hacia áreas desconocidas hasta entonces. El baterista neozelandés Tim Powles fue contratado para las sesiones, después de haber tocado en el proyecto de Jack Frost con Kilbey. Las estructuras de las canciones eran más libres, con cada músico tocando varias pistas con diversos instrumentos, para ser posteriormente editadas y refinadas. Los dos lo compararon con el enfoque del proceso creativo de un escultor, tomando forma poco a poco a medida que el trabajo continuaba. Aunque se le consideraba temporal en el momento, en 1996 Powles se convirtió en un miembro de la banda permanente.
El álbum resultante, Sometime Anywhere, lanzado en mayo de 1994, fue en general bien recibido y alcanzó su punto máximo en el Top 30. Se describe como un "rico, oscuro, una versión épica que recoge lo que Priest dejó con exuberantes y largas pistas". Atrás quedaron los sonidos basados en la guitarra, reemplazado ahora por tintes orientales, efectos electrónicos y fusión experimental. Las ventas, sin embargo, eran insignificantes y el primer sencillo, "Two places at once", no tuvo éxito. La promoción cayó cuando Arista no vio ninguna promesa comercial en el lanzamiento. Con otro fracaso consecutivo en sus manos, Arista se negó a renovar el contrato de The Church y eliminó el apoyo financiero para una gira. Los ambiciosos planes que los tenían con shows eléctricos, se reformularon rápidamente por parte de Kilbey y Willson-Piper con una corta gira de conciertos acústicos como un dúo.
Sin un contrato de grabación, el futuro de la banda parecía incierto, Kilbey y Willson-Piper comenzaron a trabajar en nuevas grabaciones en 1995. Aunque bajo el concepto de un proyecto de dos hombres, el nuevo material vio la entrada de Powles como baterista y se contrató a la violinista Linda Neil. El contacto renovado entre Kilbey y Koppes condujo a la aceptación de este último como participante en varias canciones, sin duda una agradable sorpresa para los fanes. Simon Polinski, quien trabajó previamente con la agrupación Yothu Yindi, fue reclutado para producir las sesiones, lo que lleva a un sonido más parecido a la música ambiental. Se produjo un retorno al material basado en la guitarra, esta vez impregnada definitiva del espíritu del krautrock y el art rock. Una pieza atmosférica de 15 minutos llamado "Magician among the spirits" (el título fue presumiblemente tomado de la biografía de Harry Houdini) dominó las sesiones, con Kilbey y Willson-Piper haciendo de vocalistas (como antes en "Two places at once"). Las contribuciones adicionales por Utungun Percussion añaden un nuevo aspecto primordial a varias canciones.
El álbum fue lanzado por el propio sello de la banda Deep Karma como Magician Among The Spirits (inspirado en la canción épica de 15 minutos). Debido a las limitaciones financieras, la banda tuvo que organizar su distribución fuera de los mercados de Norteamérica y Europa. Esta limitación casi condenó el disco desde el principio, pero los peor estaba por venir. En poco tiempo, el distribuidor de EE. UU. se declaró en quiebra, dejando a la banda despojada de sus ingresos por ventas en Norteamérica. Aunque las cifras exactas se desconocen debido a las disputas, hasta un valor de 250.000 dólares de la mercancía (unos 25.000 discos) se perdió. Para una banda económicamente inestable de por sí, esto era prácticamente la sentencia de muerte. Comentarios de Kilbey en mayo de ese año resumió la situación: "No hay un futuro inmediato de The Church ..... Nuestra gestión, todo se descompone ..... Realmente no tenemos un sello. Debemos montones y montones de dinero y estamos quebrados. estamos tratando de perseguir abogados para conseguir nuestro dinero. Marty y no estamos teniendo ninguna comunicación. No hay nadie que nos gestione así que ..... este podría ser nuestro último lanzamiento".
Tal como era de esperar, Kilbey más tarde pasó a renegar de Magician Among The Spirits, calificándolo como "un montón de tripas." Ahora es visto en gran medida como un álbum de transición, que recibió críticas mixtas por los fanes, a pesar del gancho guitarrero de su sencillo, "Comedown." El álbum también mostró una banda en proceso de resurgimiento, con Powles ahora más acoplado como miembro de tiempo completo y escarceos de Koppes con el grupo de nuevo. Sin embargo, las circunstancias siguientes a la publicación del álbum, lamentablemente provocaron el que tal vez el punto más bajo de la carrera de la banda.

## La recuperación: "Hologram Of Baal" y "A Box Of Birds" (1997 - 1999)
Después de la salida de Koppes en 1992, los miembros de la banda se dedicaron a proyectos alternos en 1996 y 1997. Willson-Piper seguía siendo un miembro a tiempo completo de The Church, pero pasó un tiempo colaborando con Brix Smith (The Fall), Adult Net, Linda Perry (4 Non Blondes) y Cinerama, a la vez que comienza un proyecto paralelo con los exmiembros All About Eve bautizado como Seeing Stars y escribiendo nuevo material en solitario. Kilbey compuso la banda sonora de la película australiana Blackrock (asistido por Tim Powles, Russell Kilbey y Sandy Chick) y registró un álbum instrumental ambient, Gilt Trip, con su hermano Russell P. Kilbey.
En ausencia de cualquier nuevo trabajo como 'The Church', Kilbey, Powles y Koppes pasado algún tiempo en el estudio juntos también. El material resultante - publicado bajo el nombre de The Refo:mation (al principio The Reformation, pero modificado por Powles a sugerencia de Willson-Piper) estaba muy juntos en pocas sesiones de grabación rápida. Falto de sentimiento, pero con gran riqueza atmosférica, el titulado excéntricamente Pharmakoi/Distance-Crunching Honchos With Echo Units tuvo un mayor enfoque en las canciones en si, con dominio de guitarras, en lugar de la experimentación descontrolada de Magician Among The Spirits.
Sin embargo, las tensiones al interior de The Church seguían hirviendo a fuego lento. Más que nadie, Tim Powles trata de paliar con los desacuerdos pendientes. Mientras Koppes y Willson-Piper ya habían tenido diferencias desde tiempo atrás, la relación entre Kilbey y Willson-Piper se tornó tensa luego de los problemas recientes. Kilbey comenzó a declarar un inminente fin formal de la banda: después de una, digna última canto del cisne (con el título de trabajo de Au Revoir Por Favor), The Church se puso en descanso. A pesar de esto, los cuatro acordaron hacer una serie de conciertos totalmente eléctricos alrededor de Australia, que fueron un gran éxito. El gran éxito del previsto "último concierto" en Sídney puso un rápido fin a hablar acerca desaparición de la banda.
Los resultados de las nuevas sesiones de grabación denotaban un retorno a las raíces de la banda. Incorporaron influencias de los setenta, así como las influencias ambientales de sus últimos trabajos. El material gira completamente en torno a Koppes y la interacción de la guitarra de Willson-Piper. Por primera vez también, la banda se producía completamente a sí misma (cortesía de Powles). Inicialmente recibió el nombre de Bastard Universe, pero luego retituló como Hologram of Baal después de Willson-Piper encontró el título anterior demasiado negativo. La preocupación por la reacción fundamentalista musulmán a un título potencialmente blasfemo hicieron la banda optara por el más neutral Hologram of Baal (por el dios cananeo). Lanzado bajo un nuevo contrato con el sello independiente británico Cooking Vinyl, el álbum fue distribuido en los EE. UU. por Thisty Ear. Una edición limitada del álbum contó con un disco extra con una sesión de improvisación continua de casi 80 minutos (el cual curiosamente fue titulado como Bastard Universe).
La banda totalmente renovada salió en su primera gira totalmente eléctrica por los EE. UU., Australia y Europa en años. Tenían planes para lanzar un álbum en vivo llamado Bag of Bones, pero posteriormente se canceló dicho lanzamiento.
Si se grabó en cambio, se registró una colección de covers que arrojaba algunas luces sobre las influencias de la banda. Lanzado en agosto de 1999 - menos de un año después de Hologram of Baal - A Box Of Birds contenía una inusual selección de canciones que iban desde Ultravox e Iggy Pop hasta The Monkees y Neil Young. La portada del CD fue diseñada para ser intercambiable, con 10 diseños de manga separados creados por los fanes. Al igual que con Hologram of Baal, una nueva gira siguió al lanzamiento del álbum. Sin embargo un nuevo drama golpea a la banda a la mitad del tour en la ciudad de Nueva York cuando Kilbey fue arrestado por tratar de comprar heroína. La banda se vio obligado a improvisar un set, con Willson-Piper haciendo de vocalista. Una noche en la cárcel y la sentencia de un día de servicio a la comunidad en el metro de Manhattan se debió a la caída. "Una redada de drogas es algo que cada estrella de rock debe tener en su haber," comentó Kilbey más tarde.

## Consolidación (2000 - 2008)

### 2000-2002:After Everything Now ThisyParallel Universe
Las grabaciones para un siguiente álbum resultaron ser muy lentas debido a los numerosos proyectos paralelos y la distancia geográfica de sus miembros (con Kilbey en Suecia, Willson-Piper en Inglaterra y los otros en Australia). Mientras se toman un descanso para centrarse en sus esfuerzos solistas y otros compromisos (incluyendo una breve reunión de Willson-Piper con All About Eve), la banda se reunió en varias sesiones separadas. Parcialmente grabado en Suecia y Australia, After Everything Now This ve la luz en enero de 2002 y muestra un enfoque importante en los elementos más suaves de la banda. Con solo tres canciones "rock" propiamente dichas de las diez que lo conforman, los paisajes sonoros relajantes predominaron. La gira mundial consecuente mostró a la banda en un ambiente y una dinámica en directo más sutil, así, la mayoría de las pistas se ejecutan principalmente en formato acústico junto al músico invitado David Lane en el piano.
Los seguidores de The Church no tienen que esperar mucho tiempo otra vez para escuchar otra faceta del grupo - a finales de 2002, un disco doble llamado Parallel Universe llegará a las tiendas. Único entre el catálogo de la banda, el primer disco, subtitulado «Mixture», ofreció una versión remezclada del After Everything Now This, el resultado de la colaboración de Tim Powles con músicos de Sídney. El segundo disco es un compilado de las canciones descartadas en las sesiones del After Everything Now This.

### 2003-2004:Forget Yourself, Jammed, Beside Yourself y El Momento Descuidado
Durante el periodo de lanzamiento de Parallel Universe, The Church volvió al estudio para grabar un nuevo álbum, titulado Forget Yourself. En lugar de un contenido a lo largo de las canciones surgidas de un proceso largo y gradual, decidieron asumir la creación musical desde el concepto de jams o improvisaciones. Esto permitió que consiguieran un sonido más crudo, registrado principalmente en directo y con overdubs mínimos. Como era costumbre desde Somewhere Anywhere, las canciones vieron numerosos cambios de instrumentos entre los miembros, con Powles tocando la guitarra en "Sealine" y Willson -Piper cambiándose a la batería en "Maya". Forget Yourself fue lanzado en Australia en octubre de 2003, y en los EE. UU. en febrero de 2004. 
La prolífica producción de la banda continuó hasta 2004, cuando gracias a su mánager Kevin Lane Keller - un fan americano y profesor de marketing que había estado trabajando con ellos desde 2001 - The Church comenzó a sacar provecho de las ventajas que ofrece Internet y la industria de la música independiente.
Continuando con el lanzamiento de Bastard Universe como disco extra luego del lanzamiento de Hollogram Of Baal , la banda lanzó el primero de una serie planificada de CDs con improvisaciones, Jammed, a través de su página web en septiembre. 
Un álbum recopilatorio siguió poco después, titulado Beside Yourself. Además de descartes de las sesiones de Forget Yourself, el álbum combina los temas de EP iTunes Exclusive Tracks, el disco extra incluido para la edición de Forget Yourself en Estados Unidos, y temas incluidos en el sencillo exclusivo para Australia "Song in space".
Apenas un mes más tarde, la banda prepara un nuevo álbum de estudio. Esta vez , la banda decidió volver a examinar el material pasado en un ambiente totalmente acústico, junto con la inclusión de varias canciones nuevas. Por primera vez en años, interpretaron "The Unguarded Moment" (aunque con muchas modificaciones), un éxito temprano del que siempre renegaron. Como un guiño a la reaparición de la canción, el álbum se titula El Momento Descuidado - una traducción española aproximada de su nombre. El álbum incluye varias composiciones nuevas, y un cover al tema de The Triffids "Open Road Wide" junto a la re interpretación del material de los primeros años de The Church. 
Una corta gira acústica le siguió a dicho lanzamiento a finales de 2004, mientras que el propio álbum finalmente fue nominado en 2005 por "Mejor Álbum Contemporáneo" en los premios ARIA de Australia, perdiendo ante The Go-Betweens.

### 2005-2007: Back with Two Beasts, Uninvited, Like the Clouds; Tin Mine y El Momento Siguiente
Una segunda colección de diez canciones llamada Back with Two Beasts fue lanzado en 2005. Inicialmente, solo estaba disponible en Internet, pero fue puesto en libertad más tarde en formato CD en diciembre de 2009, en los sellos Unorthodox y 101. Back with Two Beasts es parte de una serie de jams que la banda tenía la intención de liberar en su totalidad, siendo complementario de Uninvited, Like The Clouds; lanzado el 17 de abril de 2006.
En marzo de 2006, la banda tocó "Under the Milky Way ", con la Orquesta Sinfónica de Melbourne como parte de la ceremonia de apertura de los Juegos de la Commonwealth de 2006. También en 2006, The Church publicó una compilación llamada Tin Mine, limitada a 1000 copias y alojados en una caja de estaño con un plástico transparente encima. De las 13 pistas, tres eran exclusivas de este álbum: "The Awful Ache" , "All I Know" (grabado en directo en Newtown, Sídney, Australia, el 11 de diciembre de 2005) y "Leverage".
El Momento Siguiente , un segundo álbum de reinterpretaciones acústicas de canciones anteriores y varias composiciones nuevas, fue lanzado el 13 de febrero de 2007. El álbum, lanzado con el sello discográfico Liberation Blue, también cuenta con una versión de la canción de The Triffids "Wide Open Road".

## Miembros

### Actual
- Steve Kilbey – Voz principal, bajo, guitarra, teclados (1980–presente)
- Tim Powles – Batería, percusión, voces de apoyo (1995–presente)
- Ian Haug – Guitarra, voces de apoyo (2013–presente)
- Jeffrey Cain – Guitarra, teclado, voces de apoyo (2020–presente)
- Ashley Naylor – Guitarra (2020–presente)

### Pasado
- Nick Ward – Batería, percusión, voces de apoyo (1980–1981)
- Richard Ploog – Batería, percusión (1981–1990)
- Peter Koppes – Guitarra, teclado, voces de apoyo (1980–1992, 1997–2019)
- Jay Dee Daugherty – Batería, percusión (1990–1993)
- Marty Willson-Piper – Guitarra, bajo, voces de apoyo (1980–2013)

## Discografía

### Álbumes
- Of Skins and Heart (1981)
- The Blurred Crusade (1982)
- Seance (1983)
- Heyday (1985)
- Starfish (1988)
- Gold Afternoon Fix (1990)
- Priest=Aura (1992)
- Sometime Anywhere (1994)
- Magician Among the Spirits (1996)
- Hologram of Baal (1998)
- A Box of Birds (1999)
- After Everything Now This (2002)
- Forget Yourself (2003)
- Jammed (2004)
- Beside Yourself (2004)
- El Momento Descuidado (2004)
- Back With Two Beasts (2005)
- Uninvited, Like the Clouds (2006)
- El Momento Siguiente (2007)
- Untitled #23 (2009)
- Further/Deeper (2014)
- man woman life death infinity (2017)
- The Hypnogogue (2023)

### EP
- Too Fast for You (1981)
- Sing Songs (1982)
- Remote Luxury (1984)
- Persia (1984)
- Numbers (2001)

### Especiales
- A Quick Smoke At Spot’s (Archives 1986-1990) (1991)
- Pharmakoi/Distance-Crunching Honchos with Echo Units (como Refo:mation) (1997)
- Parallel Universe (2002)
- Shriek: Excerpts from the Soundtrack (2008)

### Recopilatorios
- Hindsight (1987)
- Conception (1988)
- Life Before Starfish (1988)
- Almost Yesterday (1994)
- Under the Milky Way: The Best of The Church (1999)
- Singsongs/Remote Luxury/Persia (2001)
- Tin Mine (2006)
- Deep in the Shallows: The Classic Singles Collection (2007)
- A Psychedelic Symphony (2014)
- New York Stories (Live 1988) (2019)